# Juan Mujica
Juan Mujica   (Casa Blanca, 22 de desembre de 1943 - Montevideo, 11 de febrer de 2016) fou un futbolista uruguaià de les dècades de 1960 i 1970.
Fou 22 cops internacional amb la selecció de futbol de l'Uruguai amb la qual participà a la Copa del Món de Futbol de 1970.
Pel que fa a clubs, defensà els colors de Nacional, Lille i Lens.
També destacà com a entrenador de futbol a diversos clubs sud-americans:
- 1980-1981 Nacional
- 1982 Deportes Tolima
- 1983 Millonarios FC
- 1985 Atlético Nacional
- 1987 Grêmio
- 1989 Racing
- 1994 Independiente Medellín
- 1995 Saprissa
- 1999-2000 Alajuelense
- 2003–2004 Alianza F.C.